# 岡野海斗
岡野 海斗（おかの かいと、2001年1月21日 - ）は、日本の俳優、歌手。埼玉県出身。イトーカンパニー所属。

## 人物
身長170センチメートル。血液型O型。
趣味は絵画、スポーツ、音楽鑑賞、歌唱。特技はラップ、人を元気にさせること、寝たら忘れること、人間観察。
5人組男性ユニット「Boom Trigger」元メンバー。
歌手として「okano_skywalker」名義で活動している。

## 出演作品

### テレビドラマ
- ドラマイズム / 明日、私は誰かのカノジョ（2022年、TBS） - 克也
- 王様戦隊キングオージャー（2023年3月12日 - 2024年2月25日、テレビ朝日） - ウスバ

### テレビ番組
- PRODUCE 101 JAPAN（2019年、TBS）
- 痛快TV スカッとジャパン 第243回「その手があったか! ミラクル解決」（2021年、フジテレビ）
- フリースタイルティーチャー season4（2021年、テレビ朝日）

### 配信ドラマ
- ショジョ恋。（2023年、FOD） - ケンイチ
- CONNECT 覇者への道（2025年、U-NEXT） - 工藤道久（麻里の幼なじみ）[3]

### 映画
- 絵掻きうた（2023年）
- 映画 王様戦隊キングオージャー アドベンチャー・ヘブン（2023年、東映） - ウスバ

### Vシネマ
- CONNECT 覇者への道（2024年） - 工藤道久（麻里の幼なじみ）

### 舞台
- メリーモサモサスットンサ（2020年）
- 幕末バトルサークル（2021年） - 新今宮直貴
- ヒプノシスマイク-Division Rap Battle-（2022年） - 阿久根燐童
- STREET FES 2022（2022年）
- IWGP FES（2022年）
- TOKYO TRAX（2022年）
- LIVE × LIVE × LIVE（2022年 - 2023年）
- 200A（2022年）
- BOYS FILE Vol.10 Dream（2022年）
- "Young and Wild" Pre LIVE Vol.4（2022年）
- Oshi Fes（2023年）
- STREET FES 2023（2023年）
- 浅草LOVER（2023年）
- 251 presents Genero-ciyu（2023年）

### イベント
- 「SUMMER STATION」ヒーローショー / 夏映画スペシャルイベント（2023年、テレビ朝日・六本木ヒルズ SUMMER STATION） - ウスバ[4]
- ACTORS☆LEAGUE in Dance 2025（2025年）[5]

## ディスコグラフィ
- PRODUCE 101 JAPAN - 35 Boys 5 Concepts「クンチキタ」（2019年、LAPONEエンタテイメント）
- Boom Trigger（2021年）
  - 海月 feat. asmi
  - ABRACADABRA feat. Shen (Def Tech)
  - Monster feat. KEN THE 390
- Candy Shop feat.Ryuto（2022年）
- Oasis feat.吉田優斗（2022年）
- Obsession（2022年）
- MOVIESTAR（2022年）
- Flashbomb（2022年）
- Believe（2022年）
- COLOR（2023年）
- On My Way（2023年）

### イベント
- 1st ソロライブ「SKYWALK」（2022年）
- 「Candy Shop」MV公開記念オンラインサイン会（2022年）
- 「ショートムービー「絵掻きうた」（2023年）
- バースデー記念オンラインサイン会（2023年）